# Office de protection contre les rayonnements ionisants
En France, l'Office de protection contre les rayonnements ionisants était un établissement public de l'État créé en 1994 par décret, placé sous l'autorité des ministres de la Santé et du Travail, spécifiquement chargé de l'organisation et de la mise en œuvre de la radioprotection.

## Missions
L'OPRI avait une mission de veille et d'alerte, via le réseau Téléray (télémesure du rayonnement gamma ambiant) et de gestion de crise le cas échéant, en soutenant alors « les services locaux pour l'évacuation et le traitement des blessés et participe à l'élaboration d'une doctrine commune nationale concernant les mesures de protection des populations conseillées au Préfet, responsable de l'intervention ».
Par ailleurs, l'OPRI devait mettre en œuvre des moyens mobiles de mesure de la radioactivité (incluant métrologie de l'air ambiant, de l'eau, des sols) pour « le contrôle des populations et des intervenants mais aussi de l'environnement et en particulier des produits agricoles ».
Il pouvait contrôler tous les locaux et matériels civils de l'industrie nucléaire, des mines d'uranium, des usines du cycle du combustible nucléaire, d'hôpitaux et cliniques, et laboratoires de recherche, ainsi que les professionnels (médecins, radiologues, chercheurs) manipulant des radioéléments.
Il devait aussi contrôler les rejets des centrales nucléaires et surveiller le niveau de radioactivité ambiante du territoire national. 
En cas de mise en péril de la santé publique par défaut de radioprotection, il pouvait théoriquement intervenir et faire stopper une installation défaillante. 
Après avoir remplacé le Service central de protection contre les rayonnements ionisants (SCPRI) le 19 juillet 1994, il a été intégré dans le nouveau SCPRI.

## Histoire
Sa mission ayant pris fin (loi 2001-398 du 9 mai 2001, qui a simultanément supprimé la Commission Interministérielle des Radioéléments Artificiels - CIREA), l'OPRI est maintenant intégré au sein de l'Autorité de sûreté nucléaire (ASN) et de l'Institut de radioprotection et de sûreté nucléaire (IRSN), depuis le 13 février 2002.